# 萨拉帕卡
萨拉帕卡（Sarapaka），是印度安得拉邦Khammam县的一个城镇。总人口16973（2001年）。

## 人口
该地2001年总人口16973人，其中男性8597人，女性8376人；0—6岁人口2230人，其中男1153人，女1077人；识字率65.47%，其中男性为72.70%，女性为58.06%。